# スコットランド大臣
スコットランド大臣（英: Secretary of State for Scotland）は、英国政府においてスコットランドに関する事務を担当する大臣であり、スコットランド省（Scotland Office、以前はScottish Office）の長である。このポストはイングランドとスコットランドの両議会統合直後の1709年に創設されたが、1745年ジャコバイト蜂起の後1746年に廃止され、スコットランドに関する事務はまず北部省に、1782年には内務省に移管された。
1885年にはスコットランドに関する事務の負担が大きくなったため、1885年スコットランド担当大臣法（Secretary for Scotland Act 1885）により独立したスコットランド担当大臣（Secretary for Scotland）のポストが創設され、通常閣内大臣とされるようになり、1926年国務大臣法（Secretaries of State Act 1926）により正式に閣内大臣とされるに至った。
1999年に実施されたスコットランドへの権限委譲に伴い、旧スコットランド省 (Scottish Office) の所管事務が分割され、大部分が新しく設置されたスコットランド行政府や他の英国政府機関に移管され、新スコットランド省 (Scotland Office) には限られた役割が残されるのみであった。従って、スコットランド大臣の役割は抑制された。

## スコットランド国務大臣（1707年 – 1746年）
- 第23代マー伯爵ジョン・アースキン（1705年 – 1709年）[3]
  - スコットランド王国の国務大臣（英語版）から続投
- 第2代クイーンズベリー公爵ジェイムズ・ダグラス（1709年2月3日 – 1711年7月6日）[4]
- 空席
- 第23代マー伯爵ジョン・アースキン（1713年9月 – 1714年9月）[3]
- 初代モントローズ公爵ジェイムズ・グラハム（1714年 – 1715年）[5]
- 空席
- 初代ロクスバラ公爵ジョン・カー（1716年12月13日 – 1725年）[6]
- 空席
- 第4代ツィードデール侯爵ジョン・ヘイ（1742年2月20日 – 1746年1月）[7]

## スコットランド国務大臣（1926年 – ）
- ブルース・ミラン（英語版）（1976年4月8日 – 1979年5月4日）[8]
- ジョージ・ヤンガー閣下（英語版）（1979年5月5日 – 1986年1月11日）[9]
- マルコム・リフキンド（英語版）（1986年1月11日 – 1990年11月28日）[10]
- イアン・ラング（英語版）（1990年11月28日 – 1995年7月4日）[11]
- マイケル・フォーサイス（英語版）（1995年7月5日 – 1997年5月1日）[12]
- ドナルド・デュワー（英語版）（1997年5月3日 – 1999年5月16日）[13]
- ジョン・リード（1999年5月17日 – 2001年1月25日）[14]
- ヘレン・リデル（英語版）（2001年1月25日 – 2003年6月12日）[15]
- アリスター・ダーリング（2003年6月12日 – 2006年5月5日）[16]
- ダグラス・アレクサンダー（2006年5月5日 – 2007年6月28日）[17]
- デス・ブラウン（英語版）（2007年6月28日 – 2008年10月3日）[18]
- ジム・マーフィー（英語版）（2008年10月3日 – 2010年5月6日）[19]
- ダニー・アレグザンダー（英語版）（2010年5月12日 – 2010年5月29日）[20]
- マイケル・ムーア（英語版）（2010年5月29日 – 2013年10月7日）[21]
- アリスター・カーマイケル（英語版）（2013年10月7日 – 2015年5月8日）[22]
- デイヴィッド・マンデル（英語版）（2015年5月8日 – 2019年7月24日）[23]
- アリスター・ジャック（英語版）（2019年7月24日 – 2024年7月5日）[24]
- イアン・マレー（英語版）（2024年7月5日 – ）